# فري جيت
فري جيت (بالإنجليزية: Free Gate)‏ وتعني البوابة المفتوحة، هي البرمجيات التي تمكن مستخدمي الإنترنت من أراضي الصين، وإيران، وسوريا، وتونس، وتركيا، وأستراليا والإمارات العربية المتحدة، من بين آخرين، لعرض المواقع المحجوبة من قبل حكوماتهم. يستغل البرنامج مجموعة واسعة من أنظمة الكمبيوتر المفوضة، التي تسمح للمستخدمين باختراق جدار الحماية المستخدم لمنع المواقع على شبكة الإنترنت. DIT/المطور الديناميكي لتكنولوجيا الإنترنت (DIT) تقدر مستخدمي المدخل المجاني بعدد 200,000  من المستخدمين. الراعي والرئيس التنفيذي للمطور الديناميكي لتكنولوجيا الإنترنت هو بيل شيا.

## الإنشاء والتمويل
أنشأ فالون جونج المدخل المجاني
و قد تم تمويلها من قبل الولايات المتحدة وكالة حكومية، في مجلس حكام الإذاعة. 
أنفقت حكومة الولايات المتحدة الأمريكية في عام 2005 وحده، 685,000 $ على المداخل المجانية.
تمول المداخل المجانية أيضاً من مجموعة تدعى حقوق الإنسان في الصين،  والتي بدورها يمولها الصندوق الوطني للديمقراطية وهو مؤسسة أمريكية غير ربحية. 
منذ 1 يناير 2009، Freegateمنحت خوادم المداخل المجانية حرية الوصول للمستخدمين في أراض الصين. تخطط DIT طرح ترخيص برنامج تجريبي للمستخدمين في دول أخرى. ولكن حتي يونيو 2009، لم يتم الإعلان عن أي ثمن أو تاريخ.

## تقارير برامج التجسس
في الفايننشال تايمز ، نقلا عن أحد أعضاء هيئة التدريس في سيمانتيك في أرض الصين، قرر أن "نورتون" برنامج الحماية من الفيروسات قد تعرف علي المداخل المجانية علي أنها برامج تجسس. كانت هناك مخاوف في البداية من أن تكون التقارير خدعة من سلطات الحزب الشيوعي الصيني (CCP) لتشجيع إزالة البرمجيات من أجهزة الكمبيوتر،  ولكنه سرعان ما تم شطبه من قوائم البرامج الضارة. أوضح سيمانتيك أن كشفه تم على أساس البرامج التي تعمل بشكل مشابه لبرامج التجسس المختلفة، بناء علي استخدام الخوادم الوكيلة (بروكسي) المفتوحة لاختراق جدران الحماية المستخدمة لمنع المواقع على شبكة الإنترنت، ولكنها عدلت من طريقة كشفها لاستبعاد المدخل المجاني. ومع ذلك، أدرجها دليل برامج التجسس على أنها برنامج تجسس.
منذ أواخر أيلول / سبتمبر 2007، يتم توجيه المستخدمين الذين يحاولون تحميل برامج سكايب إلى الموقع Tom.com والذي يمكن من خلاله تحميل نسخة صينية مبسطة.يحذر الناشطين في الصين بشأن احتمال أن تكون نسخ موقع توم قابلة أو ستكون أكثر قابلية أن تكون برامج تجسس.تعتقد DIT أن سكايب قد تعرضت لضغوط من جانب سلطات الحزب الشيوعي الصيني لتطبيق تدابير الرقابة، والتي تستهدف الحد من شعبية المداخل المجانية في أراضي الصين.

## وصلات خارجية
- تنزيل Freegate 6.80 من Softpedia.com '
- تكنولوجيا الإنترنت الحيوية Inc-- المناقشة بالموقع الرئيسي
- الصفحة الرئيسية للمداخل المجانية.
- Freegates 5.4 سي نت تحميل
- Freegate 6.33 zdnet تنزيل
- أخبار مراقبة جوجل بالصين.
- تور : مجهول الهوية علي النت.